# SN 2003ka
SN 2003ka – supernowa typu II-pec odkryta 16 listopada 2003 roku w galaktyce M+06-50-20. W momencie odkrycia miała maksymalną jasność 18,10m.